# El País (Colombie)
Pour les articles homonymes, voir El País (homonymie).
El País est un périodique régional colombien situé à Cali en Colombie. Il fut fondé en 1950.